# Bieleńkoje (obwód biełgorodzki)
Bieleńkoje (ros. Беленькое) – wieś w Rosji, w obwodzie biełgorodzkim, w rejonie borisowskim. W 2010 liczyła 1466 mieszkańców.